# Aprilia RS 660
L'Aprilia RS 660 è una motocicletta stradale sportiva prodotta dalla casa motociclistica italiana Aprilia dal 2020. 
Presentata in anteprima nel 2019, rappresenta l'anello di congiunzione tra le RS e le RSV4.

## Contesto
Nel 2019 con grande sorpresa Aprilia decide di presentare al salone di EICMA 2019 due prototipi di medie sportive, la RS 660 e la Tuono 660: due moto pensate per andare a colmare un vuoto nel catalogo della casa di Noale e poter così competere con le case giapponesi nel settore delle moto di media cilindrata. Pensata come una versione più piccola della nuova RSV4 1100, ne condivide la linea e la ciclistica, frutto di un progetto nato nel Centro Stile Gruppo Piaggio.
Il motore, un bicilindrico frontemarcia da 659 cm³ con distribuzione a doppio albero a camme in testa e perni di biella a 270°, è capace di erogare 100 CV di potenza massima a 10500 giri/min e 67 Nm di coppia a 8500 giri/min. Il telaio è in alluminio a doppia trave per un peso totale dell'intera moto di 169 kg a secco, gli ammortizzatori sono entrambi regolabili con una forcella a steli rovesciati da 41 mm Kayaba sull'anteriore.
L'elettronica è affidata alla Marelli che ha dedicato alla sportiva il sistema APRC che le conferisce 5 impostazioni di erogazione, controllo di trazione su 8 livelli, ABS cornering, 3 livelli di freno motore, anti pattinamento e il gas ride-by-wire.
Nella primavera 2022 viene introdotta in solo 1500 esemplari numerati la versione Limited Edition per celebrare il trionfo nel MotoAmerica, che porta un aggiornamento tecnico, quale coprisella monoposto, cupolino maggiorato e quick shift con cambio rovesciato e la livrea a stelle e strisce è ispirata alla bandiera americana.
A fine anno viene presentata una versione denominata RS 660 Extrema, con accorgimenti, quali, un nuovo e più leggero impianto di scarico omologato della SC Project e con terminale in carbonio posizionato sul lato destro (e non più sotto il motore), che è retto da una staffa di supporto in alluminio anodizzato nero, vengono rimosse le pedane passeggero ed utilizzato un codino monoposto (viene fornito anche la sella passeggero e mantenuta l'omologazione biposto), anche il parafango anteriore e il nuovo puntale sotto il motore, sono ora in carbonio, l'Extrema presenta anche il software che consente di settare il cambio quick shift in configurazione rovesciata. In questo modo il cambio può essere configurato in totale autonomia, senza sostituire alcun componente della moto, in versione stradale o rovesciata, quest'ultima ideale per la guida in pista nei track day, mentre la nuova livrea dedicata bianca e rossa è di chiara ispirazione sportiva, il peso a secco viene ridotto a soli 166 kg.